# Allalinhorn
L'Allalinhorn és una muntanya de 4.027 metres que es troba a la regió del Valais a Suïssa.